# Paul Morrison
Pour les articles homonymes, voir Morrison.
Paul Morrison est un réalisateur britannique né en 1944 à Londres.

## Filmographie sélective
- 1994 : Degas and Pissarro Fall Out
- 1999 : Solomon and Gaenor
- 2003 : Wondrous Oblivion
- 2008 : Little Ashes